# ガリスン図書館
ガリスン図書館（ガリスンとしょかん、英: Garrison Library）は、ジョン・ドリンクウォーター・ビートン大尉（のち大佐）によって1793年にジブラルタルに設立された。

## 沿革
この図書館が公式に開かれたのは1804年、ケント公によってである。1823年において、料金は「100ハード・ダラー」であり、それはこの商業図書館 (Commercial Library) の所有者である150名によって払われた。各人は1冊の大型本、あるいは3冊の小型本、あるいは小説1揃えを、1-2週間借りることができた。代わりに、彼らは毎年16ドルを支払う必要があった。これは営利事業であり、図書館の会員権は売買できた。13名の運営委員が毎年選出され、夏冬で時間は異なるが年中無休で図書館は開館した。
この図書館は、世界で2番目に古い英語新聞であるジブラルタル・クロニクル紙の本部および書庫としても使われた。この図書館はジブラルタルの守備隊 (Garrison) の士官たちが、自らのために設立したものである。これは2百年以上にわたりトラストが運営する民間団体だったが、2011年9月にジブラルタル自治政府に譲渡された。

## 概観

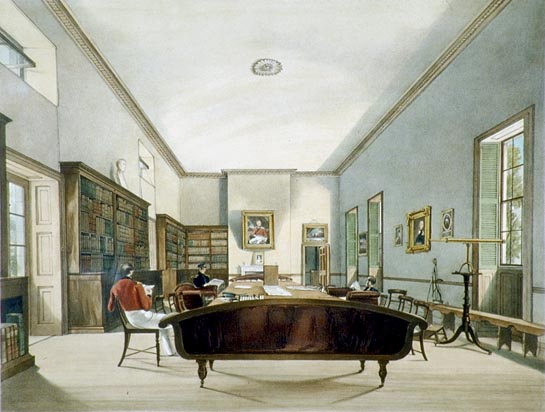
Thomas Colman Dibdin が1846年に描いたガリスン図書館

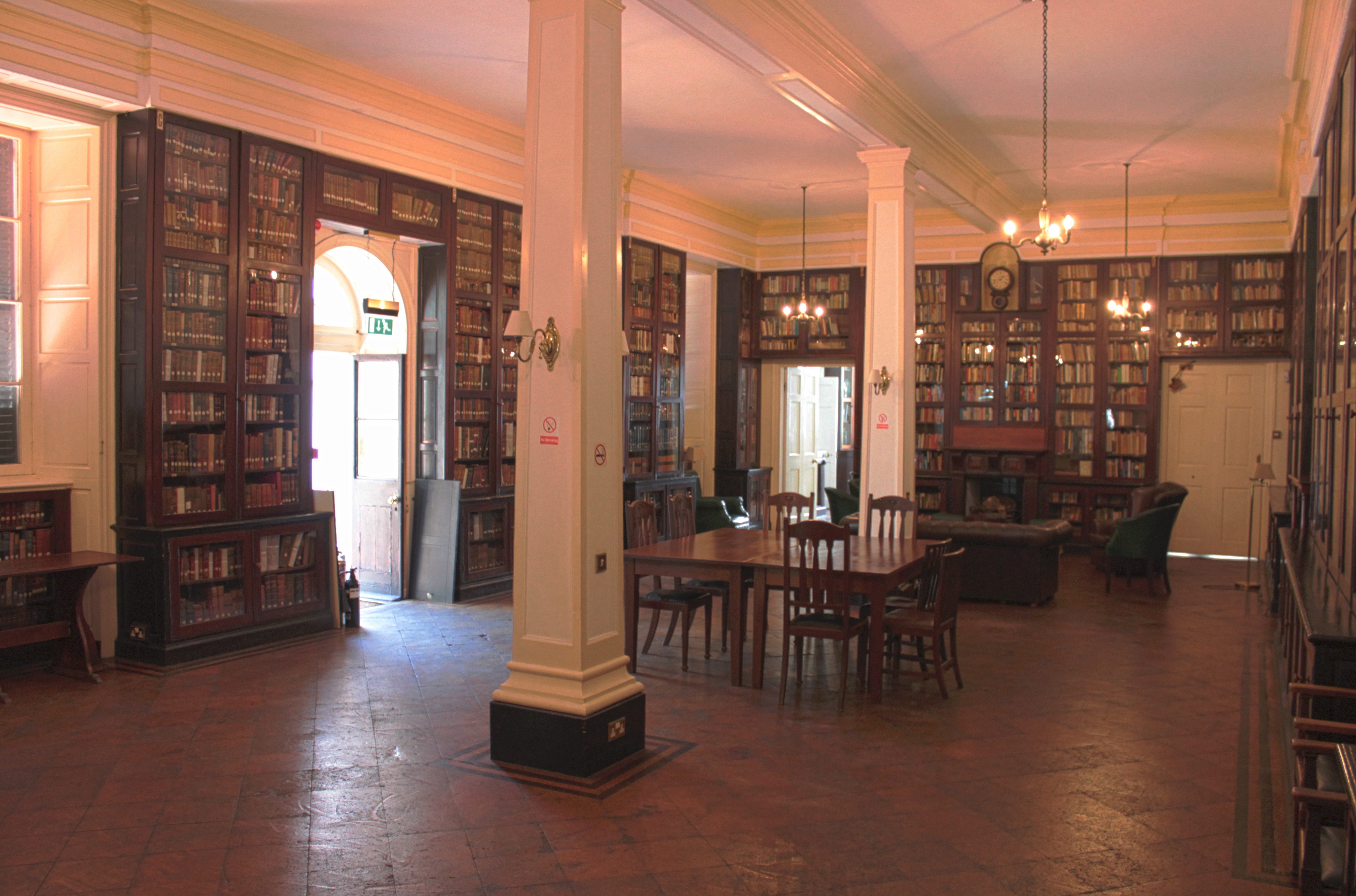
1階の閲覧室（2012年）

蔵書数は45,000冊で、多くの稀覯本を含む。テーマとして文化と旅行をよくカバーしている。この図書館は、ジブラルタルに駐留する士官らを愉しませるために始められた。ジブラルタルの歴史に関して優れたコレクションを持つ。多くのリトグラフや絵画印刷を持ち、多くの家具類は興味深い歴史的背景を持つ。
2006年にジブラルタル・クロニクル紙の編集室はウォーターゲート・ハウスの新しい建物に移転し、2007年に印刷所もニュー・ハーバーズに移転した。ジブラルタル・クロニクル紙のバックナンバーは、1975年に発刊されたパノラマ紙のものと共に、今もガリスン図書館に残されている。